# Celeste Barber
Celeste Barber (Sidney, 6 de mayo de 1982) es una actriz australiana, más conocida por interpretar a Bree Matthews en la serie australiana de televisión All Saints.
Celeste Barber, bajo el hashtag #celestechallengeaccepted, ha decidido destrozar con humor los selfies perfectos de muchos famosos. Todo con el fin de ganar mayor publicidad haciendo reír a sus seguidores con este nuevo tipo de humor.

## Biografía
Celeste entrenó como bailarina por casi 15 años y se graduó del programa teatra del Teatro Nepean en el 2002.

## Carrera
En 2005 obtuvo su primer papel importante en la televisión cuando se unió como personaje recurrente de la exitosa serie australiana All Saints, donde interpretó a la enfermera Bree Matthews hasta el final del programa en 2009.
En 2010 apareció como invitada en dos episodios de otra aclamada serie australiana Home and Away, donde interpretó a dos personajes diferentes.

## Filmografía

### Series de televisión
| Año         | Título        | Personaje       | Notas                 |
| ----------- | ------------- | --------------- | --------------------- |
| 2018 - 2019 | The letdown   | Barbara         | 12 episodios          |
| 2015        | Wonderland    | Celebrante      | episodio "Boundaries" |
| 2010        | Home and Away | Reportera Megan | 2 episodios           |
| 2005 - 2009 | All Saints    | Bree Matthews   | 88 episodios          |
| 2023        | WellMania     | Liv Healy       | 8 episodios (Netflix) |

### Películas
| Año  | Título             | Personaje | Notas                                        |
| ---- | ------------------ | --------- | -------------------------------------------- |
| 2012 | Office Correctness | Michelle  | corto - junto a Bryan Moses & Craig Anderson |
| 2006 | Burke & Wills      | Jacki     | junto a Bianca Biasi & Daniel Feuerriegel    |
| -    | Homecoming         | -         | -                                            |
| -    | Rovers First Bath  | -         | -                                            |

### Teatro
| Año | Obra              | Personaje | Director | Teatro                     |
| --- | ----------------- | --------- | -------- | -------------------------- |
| -   | Boy Band          | -         | -        | -                          |
| -   | Ricochet R Rated  | -         | -        | Big Laught Comedy Festival |
| -   | The Pitch         | -         | -        | -                          |
| -   | Rules of the Game | -         | -        | Darlinghurst Theatre       |
| -   | Ten Tits          | -         | -        | -                          |
| -   | Five Lips         | -         | -        | -                          |